# Cattedrale di Granada
La cattedrale dell'Incarnazione, in spagnolo Catedral de la Encarnación, è la chiesa madre dell'omonima arcidiocesi e il principale tempio cattolico della città di Granada, in Spagna.
Il complesso, che comprende la Cappella Reale, mausoleo dei re cattolici, rappresenta una delle maggiori opere del rinascimento spagnolo.

## Storia e descrizione

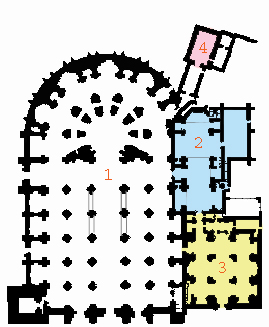
Pianta del complesso. 1. Cattedrale, 2. Cappella reale, 3. Chiesa parrocchiale del Sacrario, 4. Sagrestia.

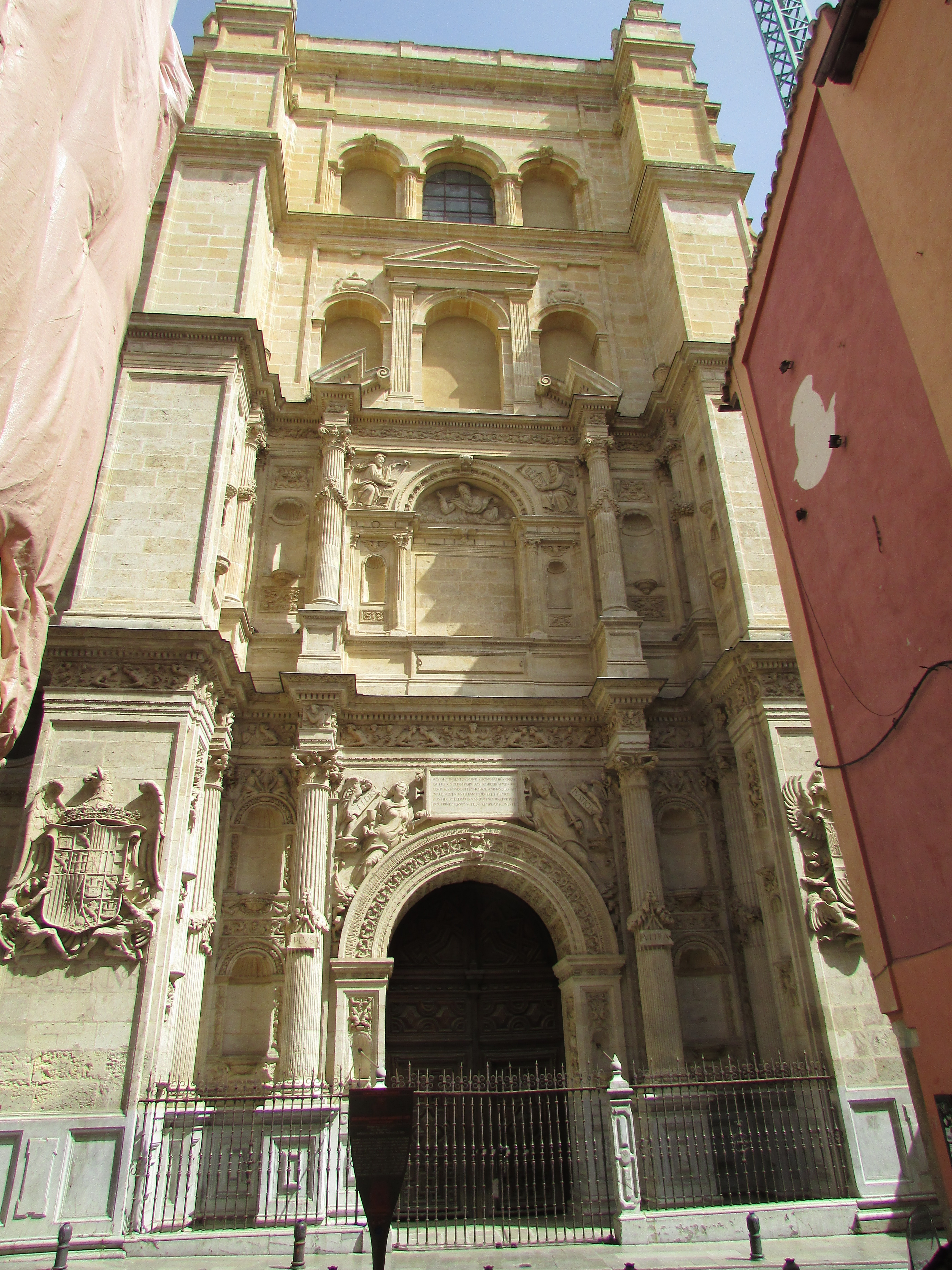
La Porta del Perdono.

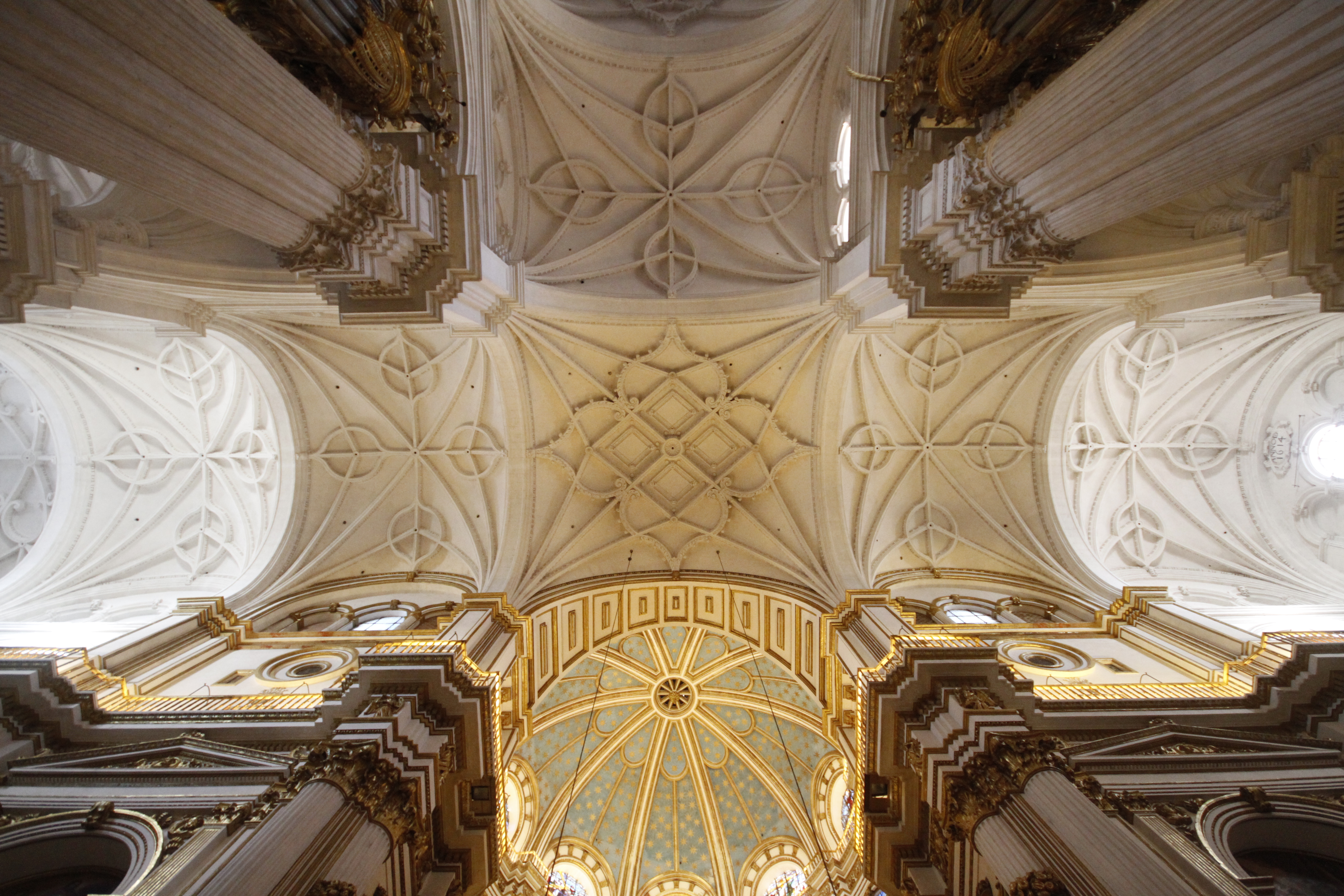
Le volte.

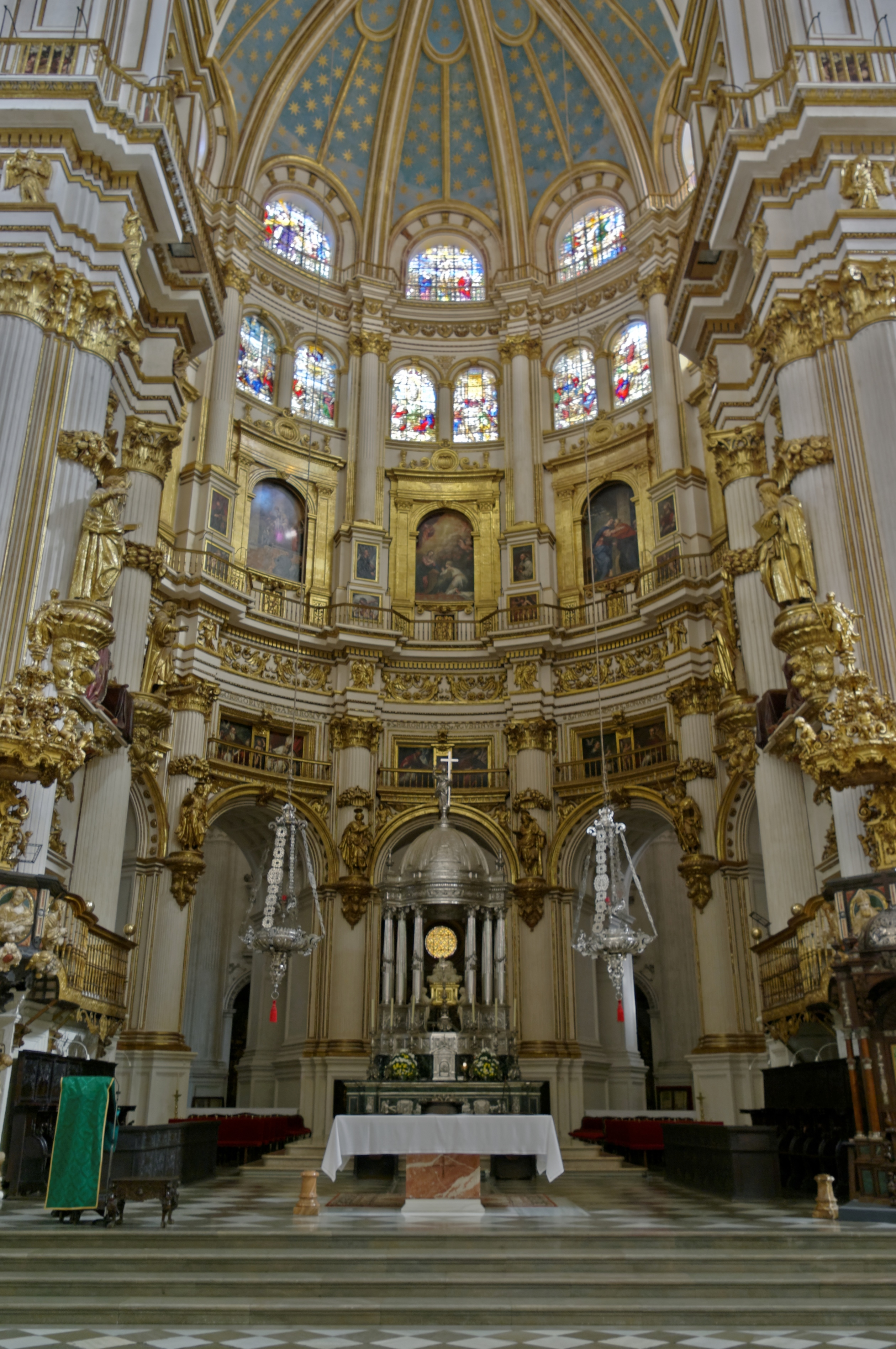
Il presbiterio.

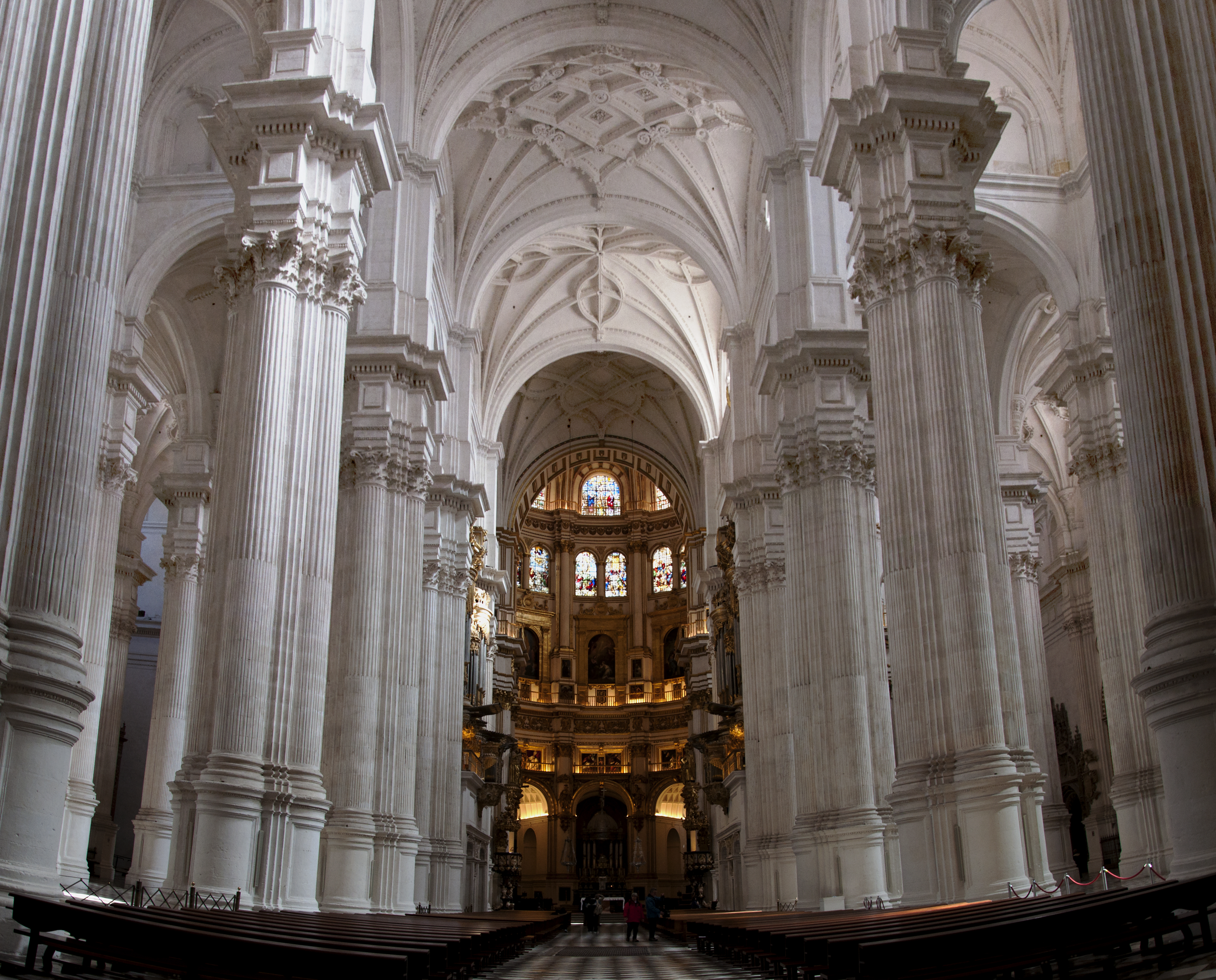
L'interno.

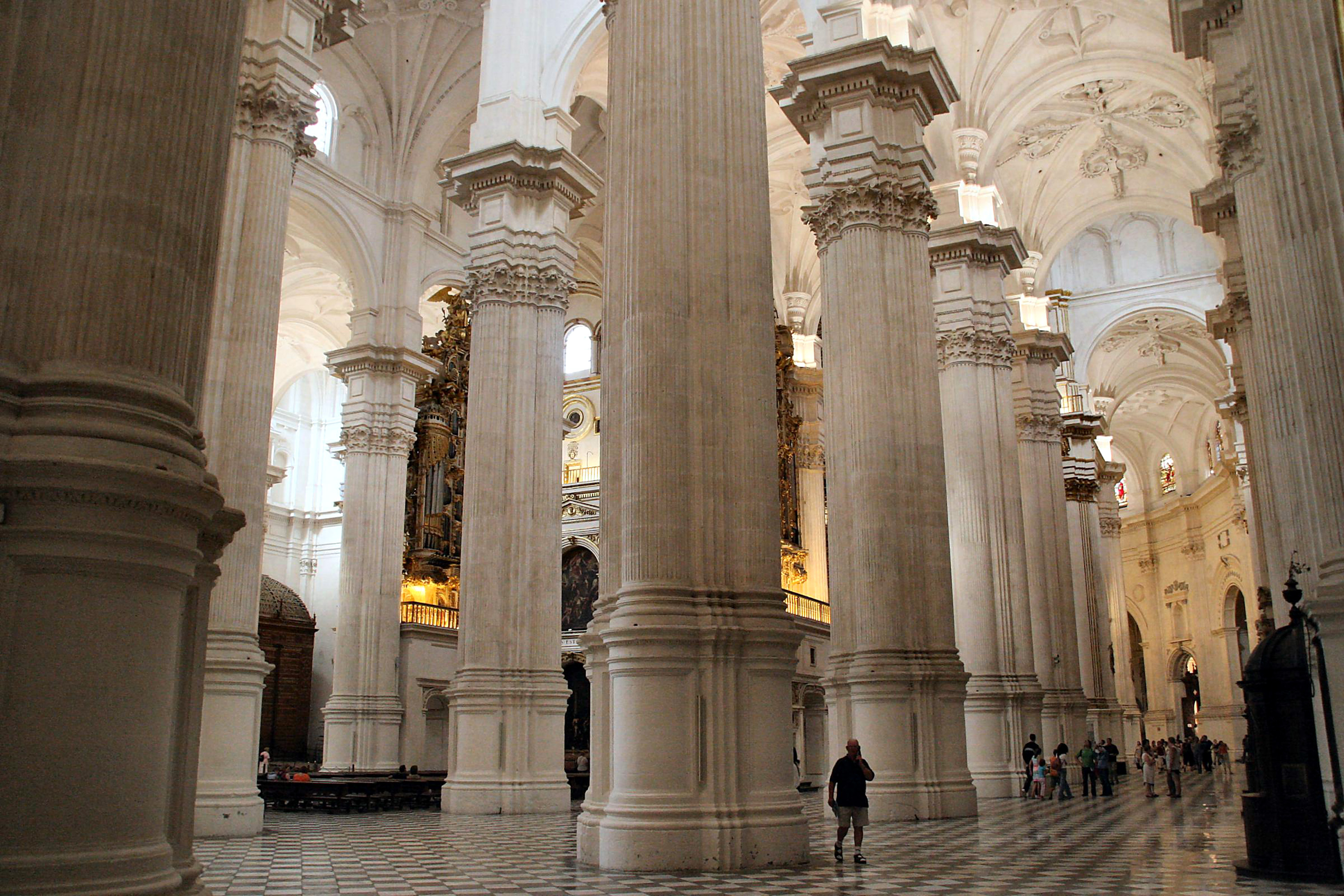
Veduta dell'interno.

In seguito alla riconquista della città nel 1492, i Re cattolici vollero intraprendere un progetto di urbanizzazione della città volto a celebrare la vittoria reale e cattolica. Fulcro ne erano l'Alhambra, vista come palazzo reale, e al centro, il complesso della Cappella Reale e Cattedrale sul sito della grande moschea nasride di Granada, per siglare l'evento.
La storia della cattedrale inizia il 21 maggio 1492. In questa data viene creato il capitolo della Cattedrale, dedicato a Nostra Signora dell'Incarnazione; Provvisoriamente la sua prima sede è installata nella Moschea Reale dell'Alhambra. Il 23 gennaio 1493, frate Hernando de Talavera (1430 / 1-1507) fu nominato primo arcivescovo di Granada.

### La cattedrale gotica
Il primo progetto di costruzione venne presentato nel 1505-06 dall'architetto Enrique Egas, già impegnato nella costruzione della Cappella Reale. 
Sotto la supervisione del cardinale Francisco Jiménez de Cisneros (1436-1517), confessore della regina, Egas, assai arcaico e ancora legato a tradizioni gotiche, ideò un edificio in stile gotico ispirato alla cattedrale di Toledo, diviso in cinque navate e con coro poligonale.
La costruzione del tempio iniziò nel 1510 ma progredì molto lentamente in quanto i finanziamenti davano priorità alla realizzazione della Cappella Reale, completata nel 1521. Solo nel 1519 il Consiglio cittadino poté espropriare i lotti necessari alla costruzione dell'opera. All'inizio del 1523 solo le fondazioni erano state scavate. Il 25 marzo 1523 l'arcivescovo Antonio de Rojas Manrique (1507-1524), il primo successore di Hernando, pose la prima pietra della cattedrale. Prima di essere depositato nell'aprile del 1528, Egas aveva eretto le pareti della testata del coro e la parte settentrionale della Cattedrale fino alla torre, secondo lo stile gotico.

### Il progetto rinascimentale
Dal 1526 l'imperatore Carlo V (o re Carlo I di Spagna), in visita a Granada, diventa mecenate della cattedrale, ma il primo progetto di Egas venne abbandonato in favore di un altro, più ambizioso e innovativo, in stile rinascimentale, presentato dall'architetto Diego de Siloé. I lavori cominciarono nel 1528 e il 17 agosto 1560, terminato il presbiterio costituito dal coro a deambulatorio con cupola, venne ufficialmente consacrato.
Nel 1563, anno della morte di Diego de Siloé, l'architetto aveva impostato la base dei pilastri delle navate, i muri esterni, la base della torre e i pilastri della facciata.
Il capitolo nomina architetto Juan de Maeda († 26 giugno 1576), discepolo di Diego de Siloé. Tuttavia le circostanze non sono favorevoli: da una parte, la Rivolta dei moriscos nel 1568 con la loro deportazione provoca una crisi economica; dall'altra, la perdita d'importanza di Granada nell'interesse della Corona. Infatti tra il 1571 e il 1575, ad eccezione di alcune opere di manutenzione specifiche, non esiste praticamente alcuna attività di costruzione significativa. Durante tredici anni - compresi i quattro di inattività - Maeda poté finire solo i primi due livelli della torre e proseguire la facciata nord del transetto fino alla grande copertura siloesca del Perdón.
Succede Ambrosio de Vico dal 1582 al 1623 che terminerà l'attuale campanile, demolisce il vecchio minareto della precedente moschea, termina la facciata nord del transetto, eleva i pilastri della crociera e chiude le prime volte.
Tuttavia per il campanile si trova a dover modificare il progetto. Infatti nel 1590 ci si accorge della fragilità delle fondamenta e il disegno originale con facciata a due torri di 80 metri d'altezza deve essere abbandonato. Si eleverà un solo campanile che, dal termine dei lavori (1623), resterà a 57 metri d'altezza.
Nel 1636 Miguel Guerrero viene nominato nuovo mastro carpentiere della cattedrale. Concluderà tutte le pareti delle cappelle e le volte dell'edificio.

### Terminazione barocca
Dal 1665 Alonso Cano continua i lavori, termina la facciata (1667) modificando il progetto iniziale. La costruzione prende allora un aspetto più barocco. Nel 1667 Cano muore e la direzione del cantiere passa a Melchor de Aguirre che completerà definitivamente la cattedrale a luglio del 1703. 
All'interno, il risultato è una chiesa con doppio deambulatorio, lunga 116 m, larga 67 m, e suddivisa in cinque navate alte 30 m, sostenute da venti pilastri e dotate di volte ornate da nervature.
Sempre nel Settecento, José Risueño si occupò di realizzare i bassorilievi che ornano le grandi nicchie della facciata, i quali raffigurano alcune scene della vita di Maria.

## Opere d'arte

### Esterno
- Puerta di San Jerónimo, sul fianco sinistro dell'edificio, accesso curato da Diego de Siloé (1532) e da Juan de Maeda (1544).[2]
- Puerta del Perdón, sul fianco sinistro dell'edificio, accesso la cui parte inferiore fu realizzata da Diego de Siloé nel 1537.[2]

### Interno

#### Navata di sinistra
Nella porzione più anteriore della navata si trova l'accesso alla vecchia sala del Capitolo della Cattedrale (1565), realizzata da Juan de Maeda nella parte inferiore del campanile. Internamente, ospita una collezione di oggetti liturgici antichi.

#### Presbiterio
La zona presbiteriale, posteriormente delimitata da due registri di colonne, ospita la cosiddetta Capilla Mayor. Si tratta di un volume semicilindrico, alto 45 m e dotato di sezione circolare di 22 m di diametro, riccamente ornato di statue e di dipinti.
Ai lati del coro si trovano due pulpiti barocchi, realizzati nel 1717 da Francisco Hurtado Izquierdo.
Sui due pilastri di accesso all'area presbiteriale trovano posto le statue dei re cattolici in preghiera, opere di Pedro de Mena. Sopra di esse, altre sculture, questa volta di Alonso Cano, rappresentano Adamo ed Eva. A quest'ultimo artista si devono anche parte delle statue che, nel primo registro di colonne, raffigurano gli apostoli; la restante parte di queste statue è invece opera di M. de Aranda. Gli archi del primo registro sono sormontati da dipinti di J. de Sevilla e Pedro Atanasio Bocanegra. Il secondo registro di colonne è inframmezzato da una serie di quadri raffiguranti alcuni episodi della vita di Maria, opere eseguite tra il 1652 e il 1664 da Alonso Cano. In cima alla Capilla, le vetrate più in alto raffiguranti alcune scene della Passione, furono disegnate da Diego de Siloè e realizzate da artisti olandesi (1554-61).

#### Deambulatorio
Alle spalle del presbiterio si trova un deambulatorio sul quale si affacciano una serie di cappelle dotate di relativo altare. Tra di esse, spiccano le seguenti.
- L'Altare di San Giacomo fu eseguito da Francisco Hurtado Izquierdo nel 1707. L'altare prende il nome da una statua ivi conservata, realizzata di Alonso de Mena nel 1610, raffigurante il santo titolare dell'altare a cavallo[2].
- L'Altare de Nuestra Señora de la Antigua fu realizzato in stile barocco da P. Dunque Cornejo, nel 1718[2]. L'altare prende il nome da un'icona mariana ivi conservata, opera del XV secolo di scuola tedesca[2].

All'estremità destra del deambulatorio si trova l'accesso alla sagrestia, sormontato da un dipinto di L. Bassano (*1517-†1591) raffigurante l'Annunciazione. Lo stesso tema si ritrova in un altro quadro, conservato in sagrestia e realizzato da Alonso Cano, autore anche di una statua ivi conservata e rappresentante la Vergine Immacolata (1656). La sagrestia ospita anche un grande Crocefisso scolpito da Juan Martínez Montañés.

#### Navata di destra
- Nella zona più prossima al presbiterio si trova il portale di accesso alla Cappella Reale, realizzato in stile tardogotico.[2]
- Procedendo verso la facciata della chiesa, la prima cappella ospita l'Altare di Gesù Nazareno, il quale ospita pitture di Cano e di Ribera,[2] oltre che di El Greco. Questa cappella fu realizzata nel 1772.
- La seconda cappella è dedicata alla Trinità, raffigurata da Alonso Cano nel mezzo del retablo che orna la cappella. Nella stessa ancona trova posto anche un Transito di San Giuseppe, opera di Carlo Maratta.[2]
- Nella terza cappella, dedicata all'arcangelo Michele, trova posto una Vergine addolorata di Alonso Cano.[2]
- La quarta cappella ospita una serie di opere scultore e pittoree in stile barocco.[2]

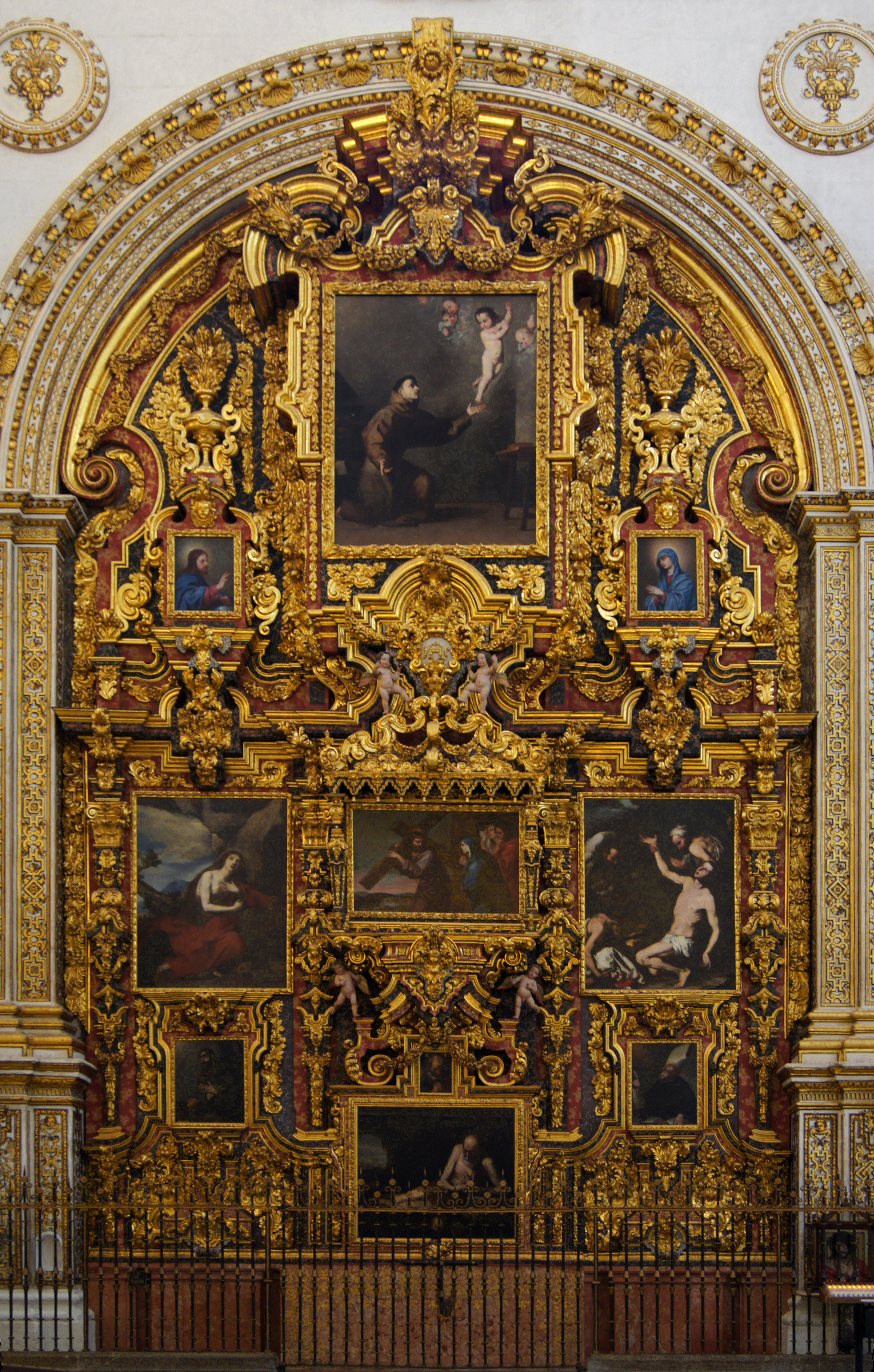
Altare di Gesù Nazareno
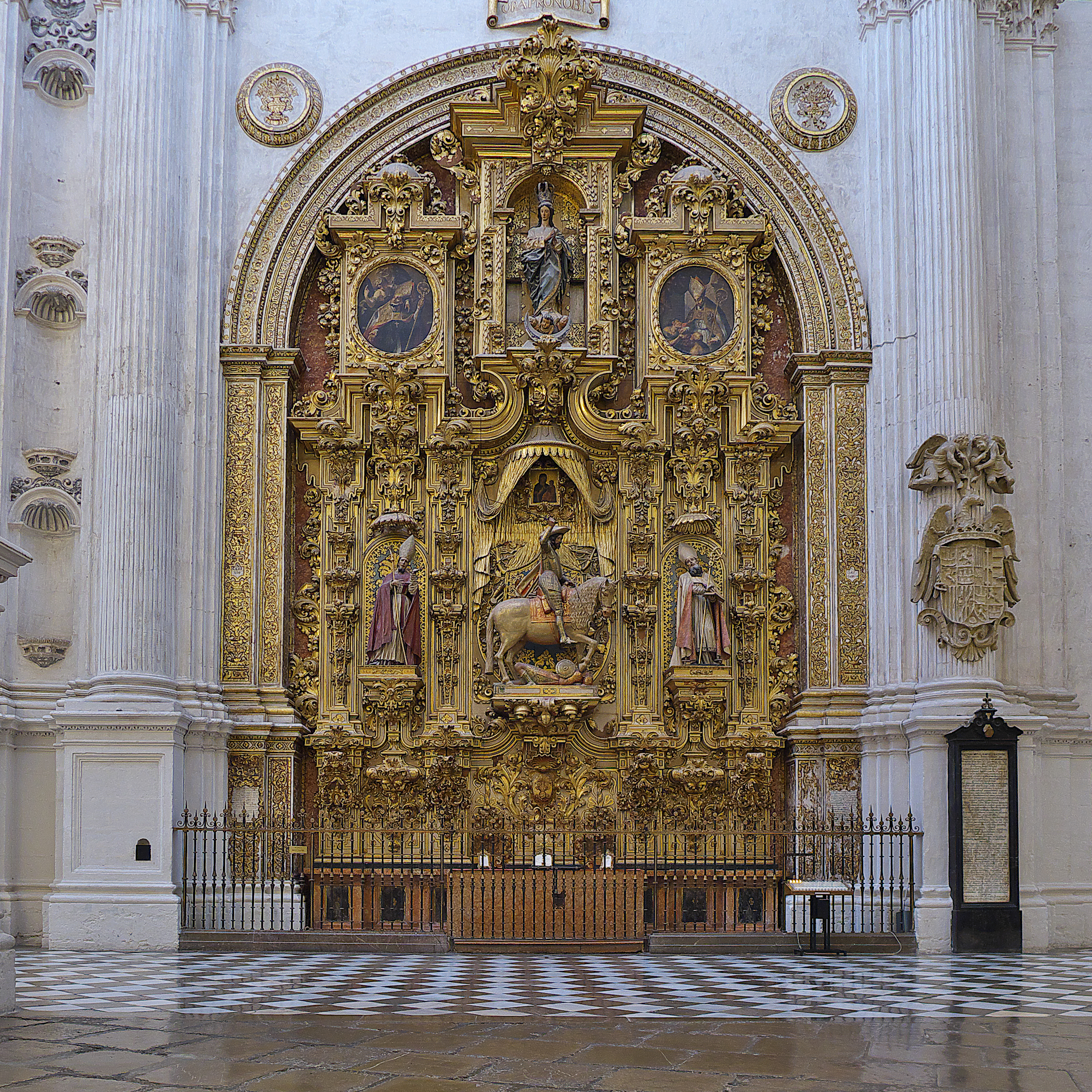
Altare di S. Giacomo
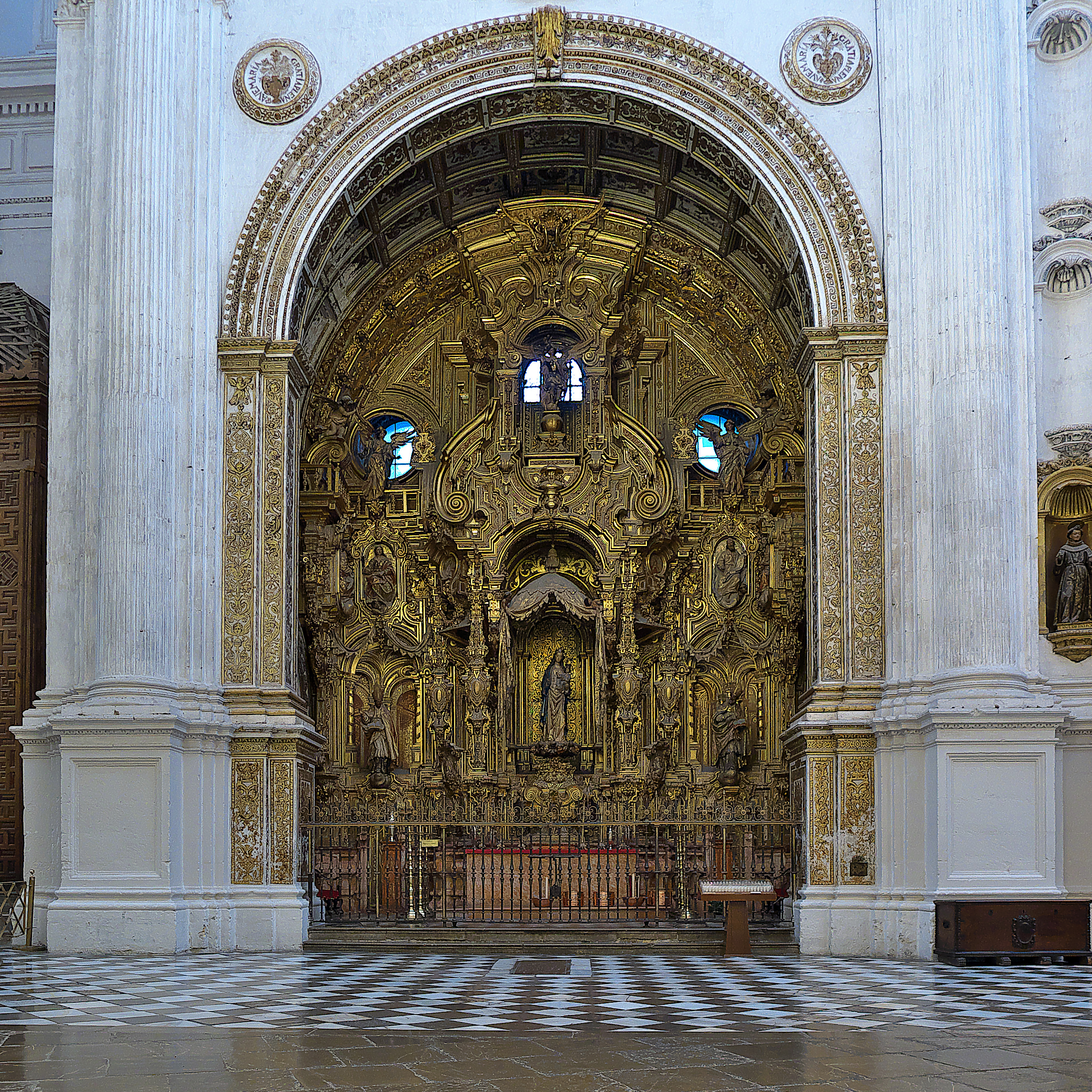
Altare de Nuestra Señora de la Antigua

## La Cappella Reale
Adiacente alla cattedrale, conserva nella sua cripta i resti dei Re Cattolici Ferdinando II di Aragona e Isabella di Castiglia, di Giovanna la Pazza (doña Juana la Loca), di Filippo il Bello e dell'infante Miguel.

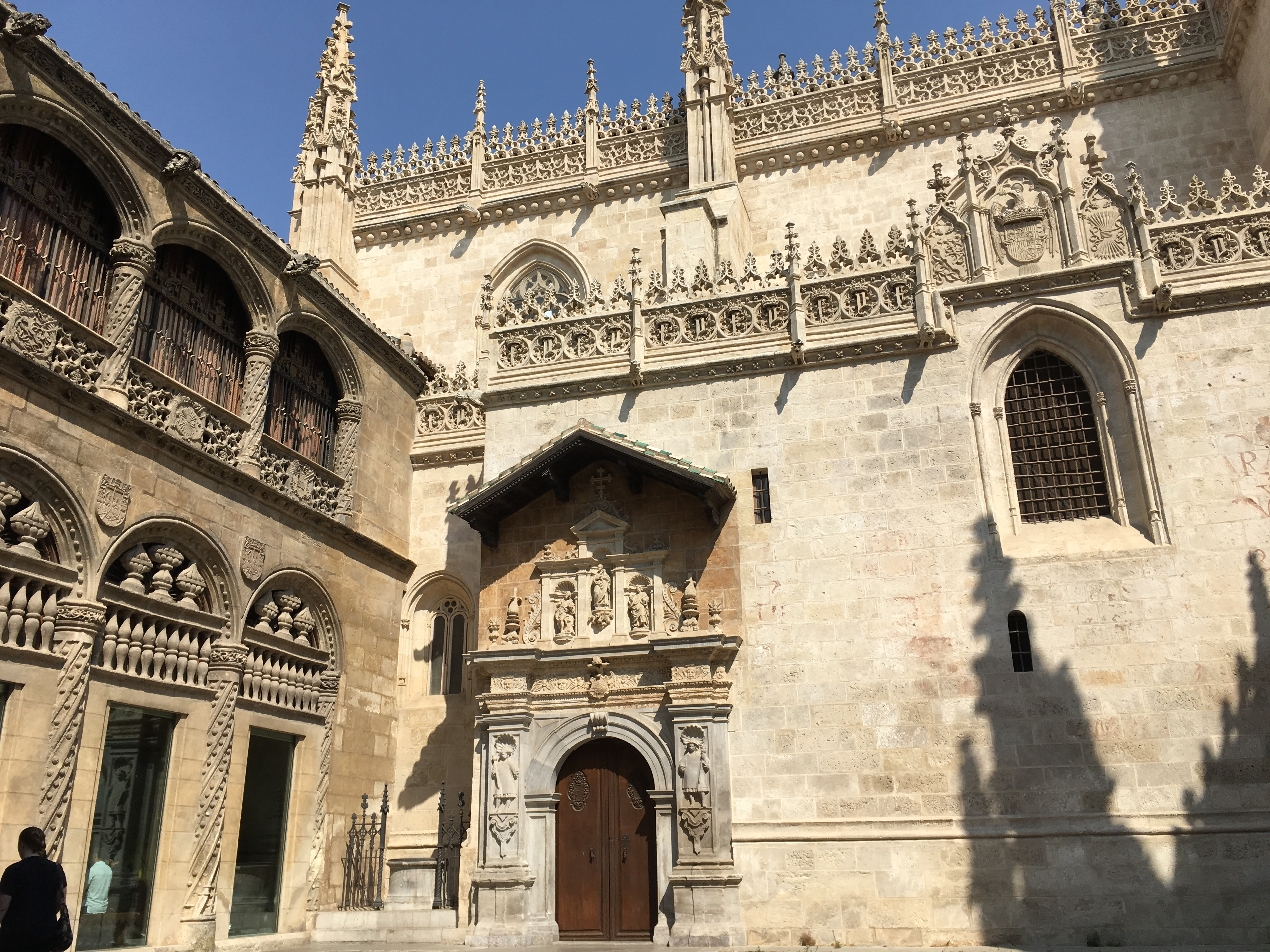
La Cappella Reale.

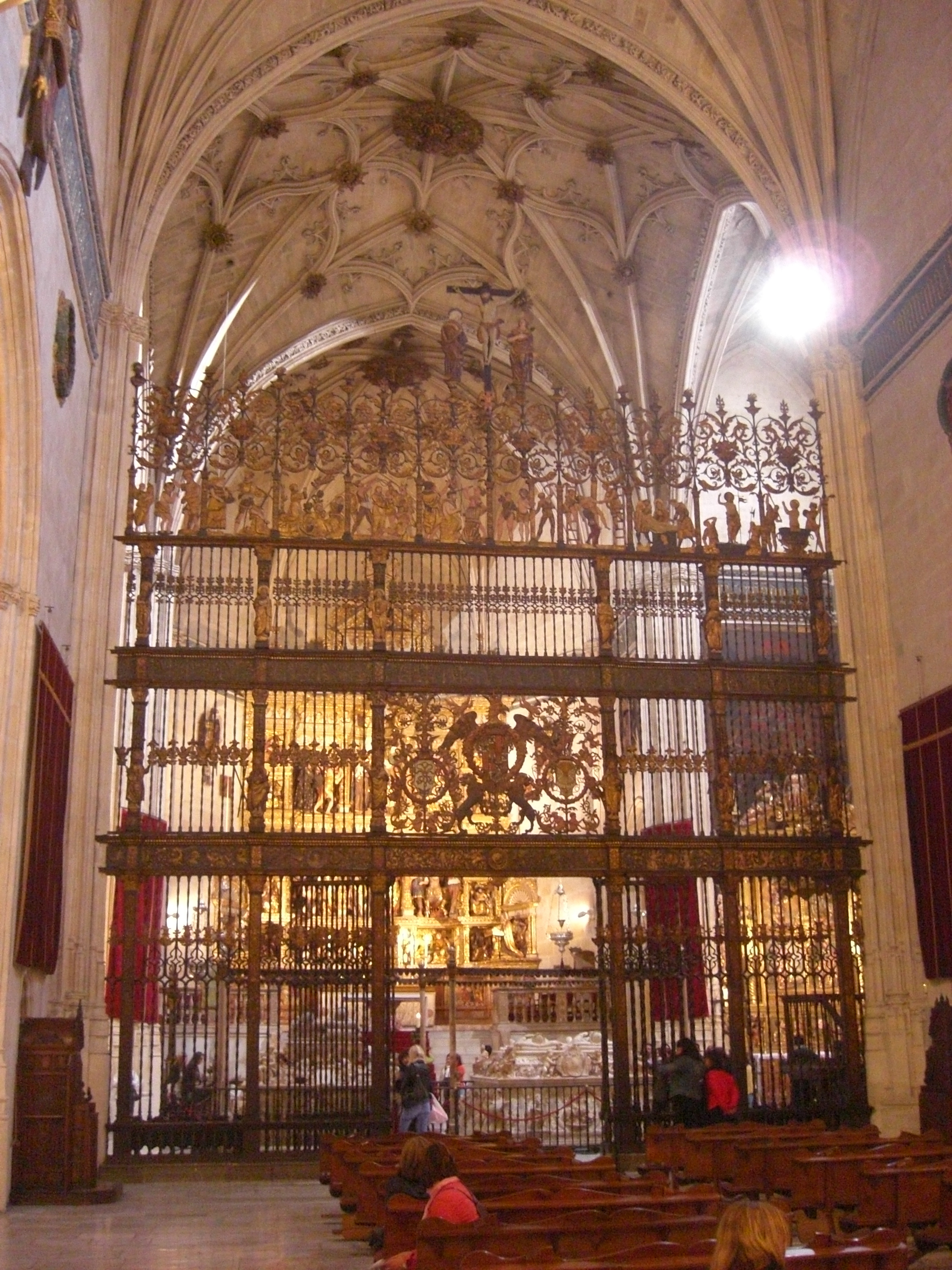
Interno della Cappella Reale.

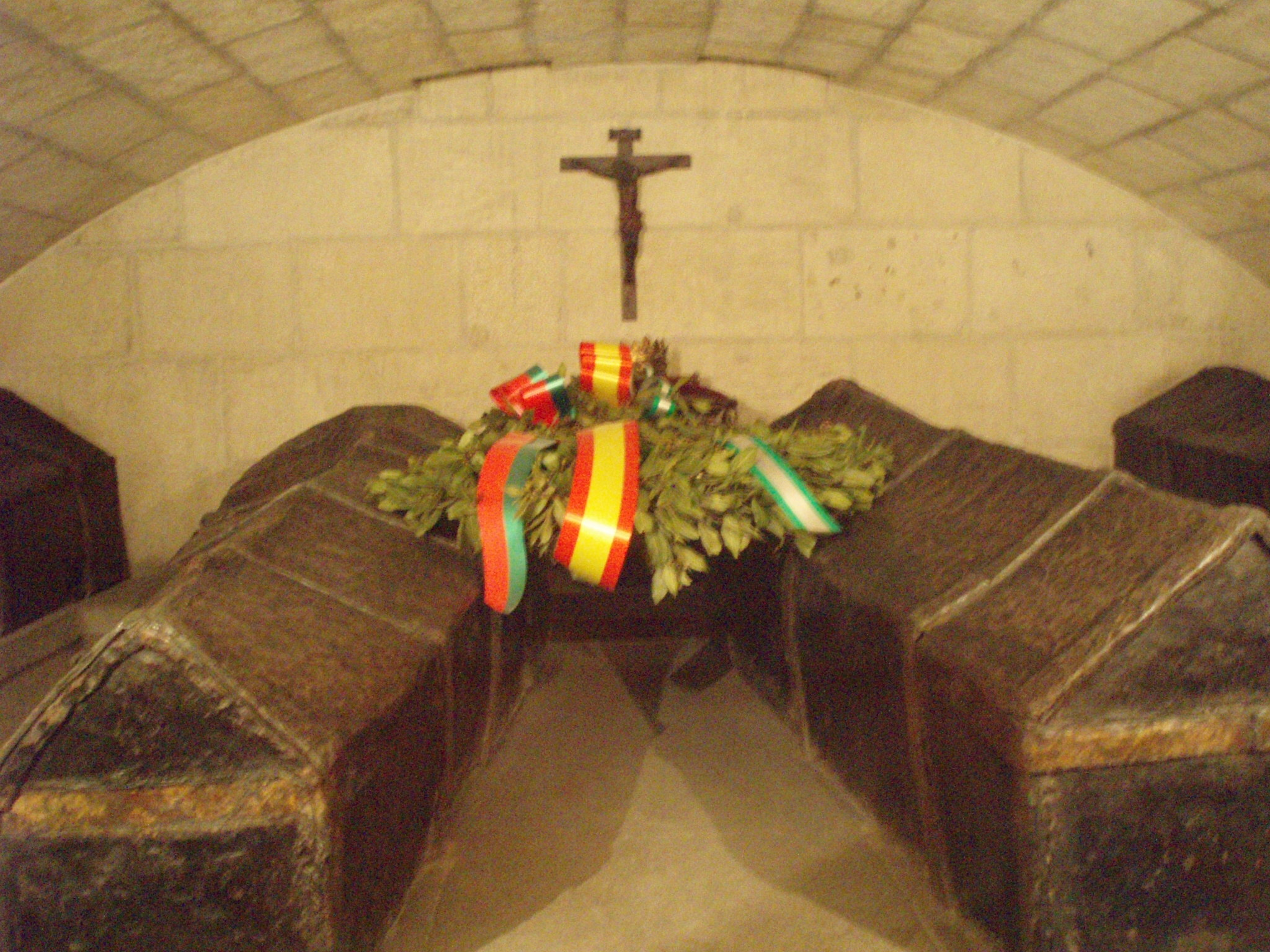
Cripta con i sarcofaghi (a destra) di Giovanna e di Filippo il Bello; al centro i sepolcri dei Re Cattolici.

Venne eretta nel 1506 su ordine dei Re Cattolici che volevano in tal modo riposare nella città che avevano conquistato. L'edificio, ancora gotico, venne eretto su progetto di Enrique Egas e presenta una notevole uniformità stilistica. 
All'esterno un portale del 1527 di Juan García de Praves introduce all'interno, a navata unica su cui si aprono numerose cappelle laterali. Presenta un'imponente cancellata che delimita i due doppi mausolei, da un lato Isabella di Castiglia e il marito Ferdinando di Aragona, del 1517 opere del fiorentino D. Fancelli e dall'altro la loro figlia, Giovanna la Pazza con il marito Filippo il Bello, opere del 1520 di Bartolomé Ordóñez.
Notevole è il retablo che adorna la Cappella Maggiore, opera del 1522 eseguita dal borgognone. Raffigura Episodi della Presa di Granada, in basso, e della Passione, in alto.
Nella sacristia è collocato il museo della Cappella Reale ricco di opere d'arte di inestimabile valore.

## Sacrario
Addossato al lato destro della cattedrale e situato in posizione avanzata rispetto alla Cappella Reale, il Sacrario (Sagrario) è un edificio a pianta centrale, di sezione quadrata. Dotato di cupola, fu progettato da Francisco Hurtado Izquierdo. La costruzione dell'edificio durò dal 1705 al 1759. Internamente, il fonte battesimale della prima cappella di destra fu realizzato da Francesco Torni (soprannominato "l'Indaco"). Sullo stesso lato, un'altra cappella ospita un'Adorazione dei Magi, opera scolpita da M. de Aranda.